# 4968 Suzamur
4968 Suzamur eller 1986 PQ är en asteroid i huvudbältet som upptäcktes 1 augusti 1986 av den amerikanske astronomen Eleanor F. Helin vid Palomar-observatoriet. Den är uppkallad efter Suzanne Moss Murray, vän till upptäckaren.
Asteroiden har en diameter på ungefär 6 kilometer.